# Aufrecht geh'n
Aufrecht geh'n ("Caminhar alto") foi a canção alemã no  Festival Eurovisão da Canção 1984, interpretada em alemão por Mary Roos. O tema tinha letra de Michale Kunze, música de Michael Reinecke e foi orquestrada pelo maestro Pierre Cao. A canção foi a 14.ªa ser interpretada na noitedo festival, a seguir à canção austríaca "Einfach weg" , interpretada por Anita e antes da canção turca Halay interpretada pela banda Beş Yıl Önce, On Yıl Sonra. Apontada como uma das favoritas, contudo recebeu apenas 34 pontos e classificou-se num modesto 13.ª lugar (entre 19 países). A sua interpretação ficou aquém das espectativas, porque segundo a cantora estava com problemas familiares, por isso não admira a má classificação final.
A canção é uma balada, com Roos enviando um adeus a um seu antigo amante no final de um relacionamento amoroso. Ela diz a ela mesmo para "seguir alto" e dizendo a ele que ela não está esperando por ele, se ele tentar. 

## Curiosidade
Em uma entrevista, a cantora disse que pouco antes de sua apresentação no Festival Eurovisão da Canção 1984, ela recebeu uma ligação de uma mulher que lhe disse que estava esperando um filho do então marido de Mary Roos, Werner Böhm. Assim, esta música recebeu uma angústia involuntariamente muito pessoal e autobiográfica para a cantora na competição